# Misha Collins
Pour les articles homonymes, voir Collins.
Dmitri Tippens Krushnic, dit Misha Collins, est un acteur et producteur américain, né le 20 août 1974 à Boston (Massachusetts).
Il est principalement connu pour son rôle de l'ange Castiel, l'un des personnages principaux de la série Supernatural.

## Biographie
Misha Collins, né Dmitri Tippens Krushnic, le 20 août 1974 à Boston, dans le Massachusetts, aux États-Unis.
Son père s'appelle Richard Krushnic (« Du Poirier » en serbe) et sa mère Rebecca Tippens.
Il a un frère, Sasha Kruschnic et deux sœurs, Elizabeth et Danielle Collins.
Il dira que son nom, Krushnic, "remonte à six générations au Canada et on n'est pas sûr d'où ils venaient". Sa famille était pauvre et il s'est souvent retrouvé sans abri dans sa jeunesse.
Il a étudié à Northfield Mount Hermon School et à l'université de Chicago, où il travaille sur la théorie sociale.

### Vie privée
Il est marié depuis 2001 à Victoria Vantoch et il s'est séparé d'elle en 2022. Ils ont deux enfants, West Anaximander Collins, né en 2010 et Maison Marie Collins, née en 2012.

### Caritatif
Misha Collins est le cofondateur et le Président de Random Acts, une organisation à but non lucratif qui vise à conquérir le monde, par des actes de gentillesse. Le but de Random Acts est de financer et d'inspirer des actes de gentillesse partout dans le monde. Misha Collins fonde aussi GISHWHES, le plus grand jeu de piste international, ou "Greatest International Scavenger Hunt the World Has Ever Seen" en 2011. Les droits d'entrées à la compétition sont reversés à Random Acts, et en 2012, GISHWHES battit le record de nombres de promesses de faire un acte de gentillesse.

## Carrière

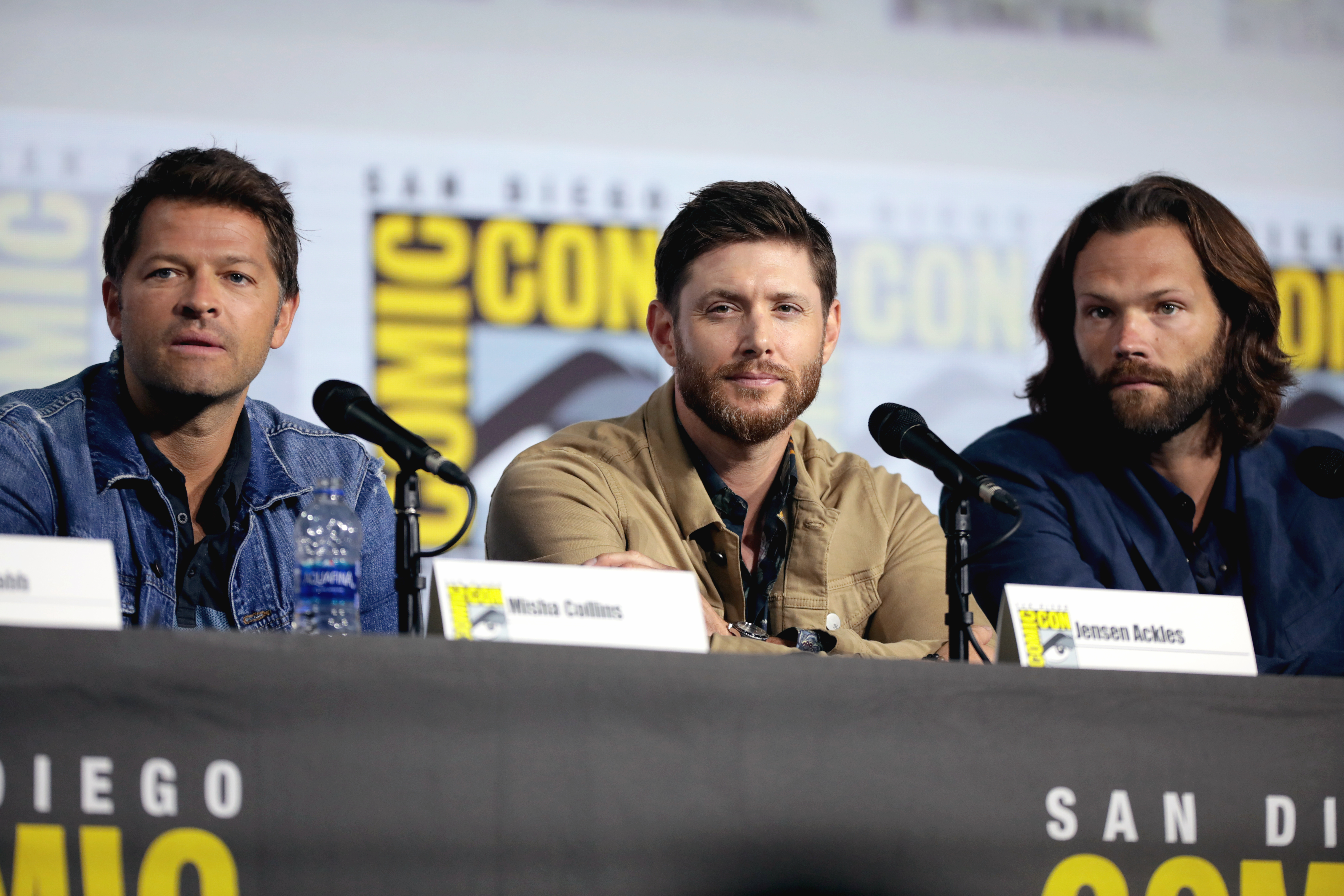
Misha Collins, Jensen Ackles et Jared Padalecki au Comic-Con de San Diego en 2019 pour Supernatural.

Avant d'être acteur, il a été stagiaire pendant quatre mois à la Maison-Blanche pendant l'administration Clinton au bureau du personnel présidentiel.
Après l'université, Misha déménage à Washington, D.C. avec sa petite amie Victoria Vantoch et démarre une société de logiciels éducatifs. Sur un coup de tête, Misha Collins décide de prendre des cours de théâtre et change de carrière. Il obtient un rôle dans Liberty Heights, puis dans Girl, Interrupted. Il déménage très vite à Los Angeles et joue dans des séries telles que NCIS : Enquêtes spéciales, 24 Heures chrono, Les Experts, Monk, Charmed.
Misha Collins est aussi un poète publié. Ses poèmes, dont Baby Pants, et Old Bones peuvent se trouver dans l'édition de 2008 de la Columbia Poetry Review #21.
En 2008, il est choisi pour interpréter le rôle de l'ange Castiel dans la série Supernatural aux côtés des frères Sam et Dean Winchester interprétés par Jared Padalecki et Jensen Ackles dès la saison 4.
Il poste régulièrement des messages sur son Twitter où il a surnommé ses fans « the minions ». En décembre 2009, il demande à ses minions de réfléchir à des idées pour stimuler l'économie. Ce fut la naissance d'un site à destination caritative : www.randomacts.org.

## Filmographie

### Cinéma
- 1999 : Liberty Heights de Barry Levinson : un homme
- 1999 : Une vie volée (Girl, Interrupted) de James Mangold : Tony
- 2002 : Par 6 de Grant Heslov : Al Hegelman
- 2003 : Moving Alan de Christopher Shelton : Tony Derrick
- 2003 : Finding Home de Lawrence David Foldes : Dave
- 2005 : 20 Things to Do Before You're 30
- 2006 : Perverse Karla : Paul Bernardo
- 2008 : Le Fantôme de mon ex-fiancée de Jeff Lowell : Brian
- 2008 : The Grift de Ralph E. Portillo : Buster
- 2021 : Invasion (Encounter) de Michael Pearce

### Télévision

#### Séries télévisées
- 1998 : Legacy : Andrew
- 1999 : Charmed : Eric Bragg (saison 2, épisode 7)
- 2000 : New York Police Blues : Blake DeWitt
- 2001 : Sept jours pour agir (Seven Days) : Sergei Chubais
- 2002 : 24 heures chrono (24) : Alexis Drazen
- 2005 : Les Experts (CSI : Crime Scene Investigation) : Vlad
- 2005 - 2006 : Urgences (ER) : Bret
- 2006 : Monk : Michael Karapov
- 2006 : Close to Home : Juste Cause (Close to Home) : Todd Monroe
- 2006 : NCIS : Enquêtes spéciales (NCIS) : Justin Ferris
- 2007 : Les Experts : Manhattan (CSI : NY) : Morton Brite
- 2007 : FBI : Portés disparus (Without a Trace) : Chester Lake
- 2008 - 2020 : Supernatural : Castiel
- 2009 : Nip/Tuck : Manny Skerritt
- 2012 : Ringer : Dylan Morrison
- 2015 : Kittens in a Cage : le réalisateur porno
- 2016 : The Venture Bros. : le prisonnier (voix)
- 2017 : Timeless : Eliot Ness
- 2017 : Kings of Con : Doug Walderman
- 2023 : Gotham Knights : Harvey Dent
- prévue pour 2026 : The Boys

#### Téléfilms
- 2007 : Reinventing the Wheelers de Lawrence Trilling : Joey Wheeler
- 2010 : Stonehenge Apocalypse de Paul Ziller : Jacob Glaser

## Voix françaises
- Guillaume Orsat dans :
  - 24 Heures chrono (série télévisée)
  - Monk (série télévisée)
  - Supernatural (série télévisée)
  - Nip/Tuck (série télévisée)
  - Stonehenge Apocalypse (téléfilm)
  - Ringer (série télévisée)
  - Invasion
  - Gotham Knights (série télévisée)

Et aussi
- Didier Cherbuy dans Close to Home : Juste Cause (série télévisée)
- Arnaud Arbessier dans Timeless (série télévisée)

## Distinctions
Sauf indication contraire, les informations mentionnées dans cette section peuvent être confirmées par la base de données cinématographiques IMDb,  présente dans la section « Liens externes ».
| Année | Prix                                     | Catégorie                                                                   | Nomination   | Résultat   |
| ----- | ---------------------------------------- | --------------------------------------------------------------------------- | ------------ | ---------- |
| 2016  | 18e cérémonie des Teen Choice Awards     | Meilleur voleur de vedette                                                  | Supernatural | Nomination |
| 2016  | 18e cérémonie des Teen Choice Awards     | Meilleure alchimie avec Jared Padalecki                                     | Supernatural | Nomination |
| 2016  | 42e cérémonie des People's Choice Awards | Acteur science-fiction ou fantastique préféré                               | Supernatural | Nomination |
| 2015  | 17e cérémonie des Teen Choice Awards     | Meilleure alchimie avec Jensen Ackles                                       | Supernatural | Lauréat    |
| 2015  | 41e cérémonie des People's Choice Awards | Acteur science-fiction ou fantastique préféré                               | Supernatural | Lauréat    |
| 2014  | 40e cérémonie des People's Choice Awards | Duo ou groupe d'amis masculin préféré avec Jared Padalecki et Jensen Ackles | Supernatural | Lauréat    |
| 2011  | TV Guide Awards                          | Meilleur non-humain pour Castiel                                            | Supernatural | Lauréat    |

Par ailleurs, l'astéroïde (28911) Mishacollins est nommé en son honneur.